# 1720
Năm 1720 (số La Mã: MDCCXX) là một năm nhuận bắt đầu từ ngày thứ hai trong lịch Gregory (hoặc một năm nhuận bắt đầu từ ngày thứ sáu [1] của lịch Julius chậm hơn 11 ngày.

## Sinh
- 10 tháng 11 - Hải Thượng Lãn Ông Lê Hữu Trác, đại danh y Việt Nam, ông tổ ngành y học Việt Nam (m. 1791)